# Jan Tomorowicz
Jan Tomorowicz (ur. 24 czerwca 1787 na Litwie, zm. 10 września 1831 w Warszawie) – polski chirurg, społecznik, lekarz w wojskach Napoleona Bonaparte i Wojsku Polskim,  profesor Królewskiego Uniwersytetu Warszawskiego.
Nauki podstawowe odebrał w szkole powiatowej oo. Bazylianów w Berezweczu w latach 1797–1801. Świadectwo dojrzałości uzyskał w Mińsku gubernianym w 1807 i został przyjęty na Uniwersytet Wileński, gdzie uczęszczał na wykłady z fizyki, chemii, mineralogii i botaniki. Po zdaniu egzaminów został w 1809 kandydatem Wydziału Lekarskiego a 5 lipca 1812 uzyskał tytuł magistra medycyny.
Został skierowany do szpitala wojskowego w Wilnie jako młodszy lekarz. Z rozbitą i wycofującą się armią Napoleona trafił pod koniec 1812 do Warszawy, gdzie dostał się pod opiekę gen. Józefa Wielhorskiego.
Został mianowany na stopień urzędnika zdrowia 1. klasy i skierowany na lekarza ordynującego do Szpitala Wojskowego na Ujazdowie. Uczył się praktycznej medycyny, głównie chirurgii i chirurgii urazowej. 15 października 1815 otrzymał stopień sztabs-lekarza i przydział do 7 Pułku Piechoty Liniowej Wojska Polskiego.
W 1815 ożenił się z Urszulą Michaliną Tokarską, córką Mateusza Tokarskiego – nadwornego malarza króla Stanisława Augusta Poniatowskiego. W 1816 wydał "Chirurgię obozową" – pierwszą tego typu publikację dla lekarzy w języku polskim.
15 września 1819 obronił pracę i uzyskał stopień doktora medycyny na Uniwersytecie Jagiellońskim w Krakowie. 17 października 1819 został członkiem Orderu Św. Stanisława IV klasy.
1 listopada 1819 został przeniesiony w stopniu sztabs-lekarza do 1 Pułku Strzelców Konnych w Sieradzu gdzie pozostał aż do zwolnienia z wojska 27 maja 1822. Wrócił do Warszawy i 27 sierpnia tego roku został mianowany przez Komisję Rządową Wyznań Religijnych i Oświecenia Publicznego profesorem tymczasowym Królewskiego Uniwersytetu Warszawskiego. Rozpoczął wykładać dla lekarzy "niższych" (licencjatów).
2 października 1823 został mianowany asystentem chirurgicznym prof. Franciszka Dybka. Pod koniec 1825 objął po prof. Wincentym Szczuckim Katedrę Materii Lekarskiej, Toksykologii i Formularza, gdzie prowadził wykłady dla lekarzy "wyższych". Profesorem stałym został mianowany 13 maja 1826. Zaczął wykładać i kierować zastępczo za schorowanego prof. Jana Freyera Kliniką Chorób Wewnętrznych.
Zastępcą profesora kliniki mianowano go 18 listopada 1828. W tym samym czasie był lekarzem prywatnym Ordynata Stanisława Kostki Zamoyskiego. Na rozpoczęcie roku akademickiego 1829/1830 wygłosił obszerny odczyt opisujący klinikę medyczną Wydziału Lekarskiego Królewskiego Uniwersytetu Warszawskiego. Obecnie jest to podstawowe źródło wiedzy na ten temat.
Działał w Warszawskim Towarzystwie Dobroczynności (WTD). Na wniosek WTD otrzymał uprawnienie do wydawania bezpłatnych recept ubogim chorym jako pierwszy lekarz w Warszawie. 16 maja 1830 został wybrany na ogólnym zebraniu WTD zastępcą prezesa Wydziału Lekarskiego WTD.
Członek Kapituły loży masońskiej Rycerze Gwiazdy z lożą Świątynia Minerwy, członek loży Świątynia Minerwy.